# Тејн Топиа
Тејн Топиа (енгл. Tane Topia; 18. новембар 1976, Окланд) бивши је новозеландски играч крикета. Одиграо је један меч са А листе за Окланд у 2000/01.